# Critérium du Dauphiné 2011
La 63e édition du Critérium du Dauphiné a lieu du 5 au 12 juin 2011. Il s'agit de la 15e épreuve de l'UCI World Tour 2011.
Ce critérium est remporté par le Britannique Bradley Wiggins, de l'équipe Sky, devant l'Australien Cadel Evans (BMC Racing) et le Kazakh Alexandre Vinokourov (Astana). C'est la première victoire de Wiggins, ainsi que de l'équipe Sky créée en 2010, sur une course par étapes de ce niveau. L'Espagnol Joaquim Rodríguez (Katusha), vainqueur des deux dernières étapes, remporte le classement de la montagne et le classement par points. Le meilleur jeune est le Français Jérôme Coppel (Saur-Sojasun) et la meilleure équipe est l'équipe continentale professionnelle française Europcar.

## Présentation

### Équipes
Le Critérium du Dauphiné étant une épreuve World Tour, les 18 équipes ProTour participent à l'épreuve. Quatre équipes continentales professionnelles sont invitées par les organisateurs le 13 mai 2011 qui ont la particularité d'être toutes françaises : Cofidis, Europcar, FDJ et Saur-Sojasun.
| ProTeams (18)- Ag2r La Mondiale - Astana - BMC Racing Team - Euskaltel-Euskadi - Garmin-Cervélo - HTC-Highroad - Katusha - Lampre-ISD - Leopard-Trek - Liquigas-Cannondale - Movistar Team - Omega Pharma-Lotto - Quick Step Cycling Team - Rabobank - Team RadioShack - Saxo Bank-Sungard - Sky ProCycling - Vacansoleil-DCM Équipes continentales professionnelles (4)- Cofidis, le Crédit en Ligne - Saur-Sojasun - Team Europcar - FDJ |
| |

### Favoris
L'Australien Cadel Evans (BMC Racing) et l'Italien Ivan Basso (Liquigas-Cannondale) sont les deux grands favoris de ce Dauphiné.
Ils auront pour principaux rivaux, le tenant du titre, le Slovène Janez Brajkovič (RadioShack), le Kazakh Alexandre Vinokourov (Astana), le Britannique Bradley Wiggins (Sky), l'Allemand Tony Martin (HTC-Highroad), le Néerlandais Robert Gesink (Rabobank), le Belge Jurgen Van den Broeck (Omega Pharma-Lotto), les Espagnols Samuel Sánchez (Euskaltel-Euskadi), Joaquim Rodríguez (Katusha), Beñat Intxausti (Movistar), l'Estonien Rein Taaramäe (Cofidis) et les Français Jérôme Coppel (Saur-Sojasun) et Jean-Christophe Péraud (AG2R La Mondiale).
Peu de sprinteurs font le déplacement à cause du peu d'opportunité offerte à eux (1 seule étape de plat). On retrouvera ainsi le Colombien Leonardo Duque (Cofidis), l'Américain Tyler Farrar (Garmin-Cervélo), le Norvégien Edvald Boasson Hagen (Sky) et l'Argentin Juan José Haedo (Saxo Bank-SunGard).

### Parcours
Après un prologue de 5,4 km, les coureurs effectueront une étape de moyenne montagne et une vallonnée, arrivant respectivement au sommet d'une ascension de 2e et de 4e catégorie. La 3e étape, un contre-la-montre de 42,5 km, sera particulièrement attendue, puisque son parcours est identique à celui de la 20e étape du Tour de France 2011. En outre, elle devrait commencer à façonner le classement général. S'ensuivra une étape de plaine, puis une étape de moyenne montagne, avec une arrivée aux Gets. Enfin, le week-end sera assurément décisif, avec au programme 2 étapes de haute montagne, arrivant au sommet du Collet d'Allevard et à la Toussuire.

## Étapes
| Étape     | Date    | Villes étapes                                     | type                        | Distance (km) | Vainqueur d'étape     | Leader du classement général |
| --------- | ------- | ------------------------------------------------- | --------------------------- | ------------- | --------------------- | ---------------------------- |
| Prologue  | 5 juin  | Saint-Jean-de-Maurienne – Saint-Jean-de-Maurienne | prologue                    | 5,4           | Lars Boom             | Lars Boom                    |
| 1re étape | 6 juin  | Albertville – Saint-Pierre-de-Chartreuse          | étape de moyenne montagne   | 144           | Jurgen Van den Broeck | Alexandre Vinokourov         |
| 2e étape  | 7 juin  | Voiron – Lyon                                     | étape de plaine             | 179           | John Degenkolb        | Alexandre Vinokourov         |
| 3e étape  | 8 juin  | Grenoble – Grenoble                               | contre-la-montre individuel | 42,5          | Tony Martin           | Bradley Wiggins              |
| 4e étape  | 9 juin  | La Motte-Servolex – Mâcon                         | étape de plaine             | 173,5         | John Degenkolb        | Bradley Wiggins              |
| 5e étape  | 10 juin | Villars-les-Dombes – Les Gets                     | étape de moyenne montagne   | 210           | Christophe Kern       | Bradley Wiggins              |
| 6e étape  | 11 juin | Les Gets – Le Collet d'Allevard                   | étape de montagne           | 192,5         | Joaquim Rodríguez     | Bradley Wiggins              |
| 7e étape  | 12 juin | Pontcharra – Fontcouverte-la-Toussuire            | étape de montagne           | 117,5         | Joaquim Rodríguez     | Bradley Wiggins              |

## Récit de la course
Les résumés, ainsi que les descriptions des parcours, sont écrits à partir du site officiel, en plus d'articles, référencés.

### Prologue
Ce prologue commence par la côte de Bonrieux (0,8 km de montée à 5 %) classée en 4e catégorie et qui attribue des points pour le classement des meilleurs grimpeurs, puis est plat.
Lars Boom (Rabobank) s'impose et s'empare du maillot jaune tandis que Sébastien Hinault auteur du meilleur temps lors des 800 premiers mètres prend le maillot de meilleur grimpeur.
| \| Classement de l'étape \| Classement de l'étape \| Classement de l'étape \| Classement de l'étape \| Classement de l'étape \| \| Coureur \| Coureur \| Pays \| Équipe \| Temps \| \| --------------------- \| --------------------- \| --------------------- \| --------------------- \| --------------------- \| \| 1er \| Lars Boom \| Pays-Bas \| Rabobank \| 6 min 18 s \| \| 2e \| Alexandre Vinokourov \| Kazakhstan \| Astana \| + 2 s \| \| 3e \| Bradley Wiggins \| Royaume-Uni \| Team Sky \| + 5 s \| \| 4e \| John Degenkolb \| Allemagne \| HTC-Highroad \| + 6 s \| \| 5e \| Blel Kadri \| France \| AG2R La Mondiale \| + 8 s \| \| 6e \| Joost Posthuma \| Pays-Bas \| Leopard-Trek \| + 9 s \| \| 7e \| Cadel Evans \| Australie \| BMC Racing Team \| + 9 s \| \| 8e \| Christophe Riblon \| France \| AG2R La Mondiale \| + 9 s \| \| 9e \| Cyril Lemoine \| France \| Saur-Sojasun \| + 10 s \| \| 10e \| Jérôme Coppel \| France \| Saur-Sojasun \| + 11 s \| |                      |             |                  |            |
| |                      |             |                  |            |
| |                      |             |                  |            |
| Classement de l'étape |                      |             |                  |            |
| Coureur | Coureur              | Pays        | Équipe           | Temps      |
| 1er | Lars Boom            | Pays-Bas    | Rabobank         | 6 min 18 s |
| 2e | Alexandre Vinokourov | Kazakhstan  | Astana           | + 2 s      |
| 3e | Bradley Wiggins      | Royaume-Uni | Team Sky         | + 5 s      |
| 4e | John Degenkolb       | Allemagne   | HTC-Highroad     | + 6 s      |
| 5e | Blel Kadri           | France      | AG2R La Mondiale | + 8 s      |
| 6e | Joost Posthuma       | Pays-Bas    | Leopard-Trek     | + 9 s      |
| 7e | Cadel Evans          | Australie   | BMC Racing Team  | + 9 s      |
| 8e | Christophe Riblon    | France      | AG2R La Mondiale | + 9 s      |
| 9e | Cyril Lemoine        | France      | Saur-Sojasun     | + 10 s     |
| 10e | Jérôme Coppel        | France      | Saur-Sojasun     | + 11 s     |

| \| Classement général \| Classement général \| Classement général \| Classement général \| Classement général \| \| Coureur \| Coureur \| Pays \| Équipe \| Temps \| \| ------------------ \| -------------------- \| ------------------ \| ------------------ \| ------------------ \| \| 1er \| Lars Boom \| Pays-Bas \| Rabobank \| 6 min 18 s \| \| 2e \| Alexandre Vinokourov \| Kazakhstan \| Astana \| + 2 s \| \| 3e \| Bradley Wiggins \| Royaume-Uni \| Team Sky \| + 5 s \| \| 4e \| John Degenkolb \| Allemagne \| HTC-Highroad \| + 6 s \| \| 5e \| Blel Kadri \| France \| AG2R La Mondiale \| + 8 s \| \| 6e \| Joost Posthuma \| Pays-Bas \| Leopard-Trek \| + 9 s \| \| 7e \| Cadel Evans \| Australie \| BMC Racing Team \| + 9 s \| \| 8e \| Christophe Riblon \| France \| AG2R La Mondiale \| + 9 s \| \| 9e \| Cyril Lemoine \| France \| Saur-Sojasun \| + 10 s \| \| 10e \| Jérôme Coppel \| France \| Saur-Sojasun \| + 11 s \| |                      |             |                  |            |
| |                      |             |                  |            |
| |                      |             |                  |            |
| Classement général |                      |             |                  |            |
| Coureur | Coureur              | Pays        | Équipe           | Temps      |
| 1er | Lars Boom            | Pays-Bas    | Rabobank         | 6 min 18 s |
| 2e | Alexandre Vinokourov | Kazakhstan  | Astana           | + 2 s      |
| 3e | Bradley Wiggins      | Royaume-Uni | Team Sky         | + 5 s      |
| 4e | John Degenkolb       | Allemagne   | HTC-Highroad     | + 6 s      |
| 5e | Blel Kadri           | France      | AG2R La Mondiale | + 8 s      |
| 6e | Joost Posthuma       | Pays-Bas    | Leopard-Trek     | + 9 s      |
| 7e | Cadel Evans          | Australie   | BMC Racing Team  | + 9 s      |
| 8e | Christophe Riblon    | France      | AG2R La Mondiale | + 9 s      |
| 9e | Cyril Lemoine        | France      | Saur-Sojasun     | + 10 s     |
| 10e | Jérôme Coppel        | France      | Saur-Sojasun     | + 11 s     |

### 1reétape
Cette étape débute par 30 km en faux plats descendants, puis la route remonte légèrement, avant de passer par la côte de Saint-André (0,8 km à 6,9 %), une ascension de 4e catégorie dont le sommet est au km 39. Après une descente d'une dizaine de kilomètres, les coureurs doivent enchaîner trois ascensions : la côte de Montagnole (3,2 km de montée à 6,1 %), classée en 3e catégorie et dont le sommet est au km 53, et la côte de la Bauche (2,9 km à 4,6 %), classée en 4e catégorie, entrecoupées d'une ascension non-répertoriée. Une fois le sommet de la dernière côte (km 79) franchi, le parcours est plat, puis emprunte une longue descente. Il s'ensuit environ 45 km plutôt vallonnés, puis la montée de Saint-Pierre-de-Chartreuse (7,4 km de montée à 4,8 %), classée en 2e catégorie, en haut de laquelle sera jugée l'arrivée, après 144 km de course depuis Albertville, à travers la Savoie et l'Isère.
Au km 2, Sven Vandousselaere (Omega Pharma-Lotto) attaque, en vain. Jérémy Roy (FDJ) s'y essaye également, au km 8, mais sans beaucoup plus de réussite, puisqu'il est repris au km 11. D'autres coureurs vont tenter leur chance, sans parvenir à sortir durablement du peloton. Puis, au km 22, Sven Vandousselaere attaque, suivi par Leonardo Duque (Cofidis) et Vincent Jérôme (Europcar). Cette fois-ci, le trio parvient à prendre rapidement du champ, l'écart au km 35 étant de 6 min.
Les Rabobank vont alors contrôler l'écart, qui chute progressivement, n'étant plus que de 3 min à 60 km de l'arrivée et moins de 2 min à 35 km du but. Pendant ce temps, Duque profite de l'échappée pour passer en tête les 3 côtes de la journée, engrangeant ainsi 10 points pour le classement de la montagne. Alors que le trio n'a plus qu'1 min d'avance à 20 km de l'arrivée, les BMC Racing, AG2R La Mondiale, HTC-Highroad et Astana prennent les commandes du peloton, qui reprend les échappés à 10 km de la ligne.
À 7 km de l'arrivée, dans un peloton étiré, Kanstantsin Siutsou (HTC-Highroad) attaque, suivi par Jurgen Van den Broeck (Omega Pharma-Lotto). Le peloton ne réagit pas dans un premier temps, avant que Chris Anker Sørensen (Saxo Bank-SunGard) ne parte en contre-attaque. Finalement, celui-ci va servir de point d'appui à Thomas Voeckler (Europcar), qui part à la poursuite du duo à 6 km du sommet, revenant quelques hectomètres plus loin. Le trio, qui est devenu un duo à la suite du décrochage de Siutsou, est repris par un groupe d'une quinzaine de coureurs. Voeckler va alors placer une nouvelle accélération. Van den Broeck suit, avant de partir en solitaire. Christophe Kern (Europcar) va alors sortir du groupe de favoris, suivi par Sørensen. Ce duo ne menace pas l'homme de tête, Sørensen étant même rapidement repris, ainsi que Kern peu après la flamme rouge. Finalement, Van den Broeck s'impose, remportant ainsi sa première victoire chez les professionnels. Il devance de 6 secondes Joaquim Rodríguez (Katusha), sorti peu après la flamme rouge, tandis que Cadel Evans (BMC Racing) complète le podium de l'étape, à 7 secondes du vainqueur. Alexandre Vinokourov (Astana), quatrième ce jour, s'empare des maillots jaune et vert, devançant au général Jurgen Van den Broeck, qui prend le maillot à pois (à égalité de points avec Duque), de 5 secondes et Evans de 7 secondes. En revanche, Samuel Sánchez (Euskaltel-Euskadi) termine à 58 secondes de Van den Broeck, Robert Gesink (Rabobank) à 1 min 31 s, Tony Martin (HTC-Highroad) à 2 min 40 s et Ivan Basso (Liquigas-Cannondale) à 3 min 09 s.
| \| Classement de l'étape \| Classement de l'étape \| Classement de l'étape \| Classement de l'étape \| Classement de l'étape \| \| Coureur \| Coureur \| Pays \| Équipe \| Temps \| \| --------------------- \| --------------------- \| --------------------- \| --------------------- \| --------------------- \| \| 1er \| Jurgen Van den Broeck \| Belgique \| Omega Pharma-Lotto \| 3 h 36 min 42 s \| \| 2e \| Joaquim Rodríguez \| Espagne \| Katusha \| + 6 s \| \| 3e \| Cadel Evans \| Australie \| BMC Racing Team \| + 7 s \| \| 4e \| Alexandre Vinokourov \| Kazakhstan \| Astana \| + 7 s \| \| 5e \| Nicolas Roche \| Irlande \| AG2R La Mondiale \| + 7 s \| \| 6e \| Edvald Boasson Hagen \| Norvège \| Team Sky \| + 7 s \| \| 7e \| Thibaut Pinot \| France \| FDJ \| + 13 s \| \| 8e \| Rob Ruijgh \| Pays-Bas \| Vacansoleil-DCM \| + 13 s \| \| 9e \| Thomas Voeckler \| France \| Team Europcar \| + 15 s \| \| 10e \| Janez Brajkovič \| Slovénie \| Team RadioShack \| + 15 s \| |                       |            |                    |                 |
| |                       |            |                    |                 |
| |                       |            |                    |                 |
| Classement de l'étape |                       |            |                    |                 |
| Coureur | Coureur               | Pays       | Équipe             | Temps           |
| 1er | Jurgen Van den Broeck | Belgique   | Omega Pharma-Lotto | 3 h 36 min 42 s |
| 2e | Joaquim Rodríguez     | Espagne    | Katusha            | + 6 s           |
| 3e | Cadel Evans           | Australie  | BMC Racing Team    | + 7 s           |
| 4e | Alexandre Vinokourov  | Kazakhstan | Astana             | + 7 s           |
| 5e | Nicolas Roche         | Irlande    | AG2R La Mondiale   | + 7 s           |
| 6e | Edvald Boasson Hagen  | Norvège    | Team Sky           | + 7 s           |
| 7e | Thibaut Pinot         | France     | FDJ                | + 13 s          |
| 8e | Rob Ruijgh            | Pays-Bas   | Vacansoleil-DCM    | + 13 s          |
| 9e | Thomas Voeckler       | France     | Team Europcar      | + 15 s          |
| 10e | Janez Brajkovič       | Slovénie   | Team RadioShack    | + 15 s          |

| \| Classement général \| Classement général \| Classement général \| Classement général \| Classement général \| \| Coureur \| Coureur \| Pays \| Équipe \| Temps \| \| ------------------ \| --------------------- \| ------------------ \| ------------------ \| ------------------ \| \| 1er \| Alexandre Vinokourov \| Kazakhstan \| Astana \| 3 h 43 min 49 s \| \| 2e \| Jurgen Van den Broeck \| Belgique \| Omega Pharma-Lotto \| + 5 s \| \| 3e \| Cadel Evans \| Australie \| BMC Racing Team \| + 7 s \| \| 4e \| Bradley Wiggins \| Royaume-Uni \| Team Sky \| + 11 s \| \| 5e \| Edvald Boasson Hagen \| Norvège \| Team Sky \| + 13 s \| \| 6e \| Nicolas Roche \| Irlande \| AG2R La Mondiale \| + 17 s \| \| 7e \| Janez Brajkovič \| Slovénie \| Team RadioShack \| + 20 s \| \| 8e \| Joaquim Rodríguez \| Espagne \| Katusha \| + 23 s \| \| 9e \| Thibaut Pinot \| France \| FDJ \| + 24 s \| \| 10e \| Thomas Voeckler \| France \| Team Europcar \| + 27 s \| |                       |             |                    |                 |
| |                       |             |                    |                 |
| |                       |             |                    |                 |
| Classement général |                       |             |                    |                 |
| Coureur | Coureur               | Pays        | Équipe             | Temps           |
| 1er | Alexandre Vinokourov  | Kazakhstan  | Astana             | 3 h 43 min 49 s |
| 2e | Jurgen Van den Broeck | Belgique    | Omega Pharma-Lotto | + 5 s           |
| 3e | Cadel Evans           | Australie   | BMC Racing Team    | + 7 s           |
| 4e | Bradley Wiggins       | Royaume-Uni | Team Sky           | + 11 s          |
| 5e | Edvald Boasson Hagen  | Norvège     | Team Sky           | + 13 s          |
| 6e | Nicolas Roche         | Irlande     | AG2R La Mondiale   | + 17 s          |
| 7e | Janez Brajkovič       | Slovénie    | Team RadioShack    | + 20 s          |
| 8e | Joaquim Rodríguez     | Espagne     | Katusha            | + 23 s          |
| 9e | Thibaut Pinot         | France      | FDJ                | + 24 s          |
| 10e | Thomas Voeckler       | France      | Team Europcar      | + 27 s          |

### 2eétape
L'étape débute par le Col du Chat, non-répertorié. Après la descente, la route passe par un mur, également non-répertorié, puis quelques km de plats, avant d'entamer la côte de Miribel-les-Echelles (4,4 km à 4,3 %), classée en 4e catégorie. Après le sommet atteint au km 20.5, le parcours continue de monter, puis emprunte la descente. Le reste de l'étape est très légèrement vallonné, avec seulement 2 ascensions de 4e catégorie, la côte du Château de Saint-Julien (2,8 km à 5 %) et la côte de Pérouges (1,6 km à 4,4 %), dont les sommets sont aux km 91 et 134,5. L'arrivée sera jugée au sommet de la côte de la Croix-Rousse (1,4 km de montée à 4,8 %), classée en 4e catégorie, à Lyon, après 179 km de course depuis Voiron, à travers l'Isère, l'Ain et le Rhône.
Au km 4, Jérémy Roy (FDJ) attaque, en vain. Mauro Finetto (Liquigas-Cannondale) s'y essaye également, mais subit le même sort au km 8. Au km 10, Jurgen Van de Walle (Omega Pharma-Lotto), Brice Feillu (Leopard-Trek) et Maarten Tjallingii (Rabobank) s'échappent. Ils vont rapidement creuser l'écart, qui est de 4 min au km 36 et 4 min 45 s au km 46. Ce sera l'avance maximal accordé par les Astana, qui stabilisent l'écart autour de 4 min.
À 60 km de l'arrivée, les FDJ aident les équipiers du maillot jaune, avant que les Cofidis ne fassent de même 20 km plus loin. Et là, l'effet sur le chronomètre est rapide, l'avance du trio de tête n'étant plus que de 2 min 30 s à 30 km de l'arrivée. Plusieurs équipes, dont les Garmin-Cervélo et les AG2R La Mondiale, vont alors accélérer le rythme du peloton, provoquant ainsi une bordure. Bradley Wiggins (Sky), Cadel Evans (BMC Racing) et Tony Martin (HTC-Highroad), notamment, se retrouve piégés. Commence alors un bras de fer entre le groupe maillot jaune, mené par les Astana, AG2R La Mondiale et Garmin-Cervélo et le groupe Wiggins-Evans, qui s'est scindé lui-même en 2 groupes, mené par les Sky et les BMC Racing. Cette passe d'armes n'arrange pas les échappés, puisque Feillu et Van de Walle sont repris à 15 km de l'arrivée, Tjallingii 1 km plus loin. Finalement, la jonction entre les 2 groupes s'opère à 8 km de la ligne.
Le peloton fonce alors vers la montée finale, mené au moment de l'aborder par les Rabobank. À la flamme rouge, Marco Bandiera (Quick Step) attaque, mais se fait rapidement reprendre par le peloton, mené désormais par les Cofidis. À 500 m de la ligne, Thomas Voeckler (Europcar) accélère à son tour, mais se fait reprendre lui aussi. Samuel Dumoulin (Cofidis) lance alors le sprint, mais se fait battre par John Degenkolb (HTC-Highroad), impressionnant de puissance. Au sein du peloton, une cassure s'est opérée dans la montée, 14 coureurs, dont Bradley Wiggins et Alexandre Vinokourov (Astana), qui conforte son maillot jaune, finissant 6 s devant le reste du groupe composé d'environ 70 coureurs. Le groupe Martin, composé d'une grosse quarantaine de coureurs, termine à 7 min 43 s du groupe maillot jaune. Au général, Vino possède 11 s d'avance sur Jurgen Van den Broeck (Omega Pharma-Lotto), victime d'une chute dans le final et qui conserve son maillot à pois, et Wiggins.
| \| Classement de l'étape \| Classement de l'étape \| Classement de l'étape \| Classement de l'étape \| Classement de l'étape \| \| Coureur \| Coureur \| Pays \| Équipe \| Temps \| \| --------------------- \| --------------------- \| --------------------- \| --------------------------- \| --------------------- \| \| 1er \| John Degenkolb \| Allemagne \| HTC-Highroad \| 4 h 02 min 39 s \| \| 2e \| Samuel Dumoulin \| France \| Cofidis, le Crédit en Ligne \| + 0 s \| \| 3e \| Sébastien Hinault \| France \| AG2R La Mondiale \| + 0 s \| \| 4e \| Paul Martens \| Allemagne \| Rabobank \| + 0 s \| \| 5e \| Joaquim Rodríguez \| Espagne \| Katusha \| + 0 s \| \| 6e \| Thomas Voeckler \| France \| Team Europcar \| + 0 s \| \| 7e \| Jelle Vanendert \| Belgique \| Omega Pharma-Lotto \| + 0 s \| \| 8e \| Grega Bole \| Slovénie \| Lampre-ISD \| + 0 s \| \| 9e \| Nicolas Roche \| Irlande \| AG2R La Mondiale \| + 0 s \| \| 10e \| Fabian Wegmann \| Allemagne \| Leopard-Trek \| + 0 s \| |                   |           |                             |                 |
| |                   |           |                             |                 |
| |                   |           |                             |                 |
| Classement de l'étape |                   |           |                             |                 |
| Coureur | Coureur           | Pays      | Équipe                      | Temps           |
| 1er | John Degenkolb    | Allemagne | HTC-Highroad                | 4 h 02 min 39 s |
| 2e | Samuel Dumoulin   | France    | Cofidis, le Crédit en Ligne | + 0 s           |
| 3e | Sébastien Hinault | France    | AG2R La Mondiale            | + 0 s           |
| 4e | Paul Martens      | Allemagne | Rabobank                    | + 0 s           |
| 5e | Joaquim Rodríguez | Espagne   | Katusha                     | + 0 s           |
| 6e | Thomas Voeckler   | France    | Team Europcar               | + 0 s           |
| 7e | Jelle Vanendert   | Belgique  | Omega Pharma-Lotto          | + 0 s           |
| 8e | Grega Bole        | Slovénie  | Lampre-ISD                  | + 0 s           |
| 9e | Nicolas Roche     | Irlande   | AG2R La Mondiale            | + 0 s           |
| 10e | Fabian Wegmann    | Allemagne | Leopard-Trek                | + 0 s           |

| \| Classement général \| Classement général \| Classement général \| Classement général \| Classement général \| \| Coureur \| Coureur \| Pays \| Équipe \| Temps \| \| ------------------ \| --------------------- \| ------------------ \| ------------------ \| ------------------ \| \| 1er \| Alexandre Vinokourov \| Kazakhstan \| Astana \| 7 h 45 min 48 s \| \| 2e \| Jurgen Van den Broeck \| Belgique \| Omega Pharma-Lotto \| + 11 s \| \| 3e \| Bradley Wiggins \| Royaume-Uni \| Team Sky \| + 11 s \| \| 4e \| Cadel Evans \| Australie \| BMC Racing Team \| + 13 s \| \| 5e \| Nicolas Roche \| Irlande \| AG2R La Mondiale \| + 17 s \| \| 6e \| Joaquim Rodríguez \| Espagne \| Katusha \| + 23 s \| \| 7e \| Janez Brajkovič \| Slovénie \| Team RadioShack \| + 26 s \| \| 8e \| Thomas Voeckler \| France \| Team Europcar \| + 27 s \| \| 9e \| Rob Ruijgh \| Pays-Bas \| Vacansoleil-DCM \| + 29 s \| \| 10e \| Rui Costa \| Portugal \| Movistar Team \| + 34 s \| |                       |             |                    |                 |
| |                       |             |                    |                 |
| |                       |             |                    |                 |
| Classement général |                       |             |                    |                 |
| Coureur | Coureur               | Pays        | Équipe             | Temps           |
| 1er | Alexandre Vinokourov  | Kazakhstan  | Astana             | 7 h 45 min 48 s |
| 2e | Jurgen Van den Broeck | Belgique    | Omega Pharma-Lotto | + 11 s          |
| 3e | Bradley Wiggins       | Royaume-Uni | Team Sky           | + 11 s          |
| 4e | Cadel Evans           | Australie   | BMC Racing Team    | + 13 s          |
| 5e | Nicolas Roche         | Irlande     | AG2R La Mondiale   | + 17 s          |
| 6e | Joaquim Rodríguez     | Espagne     | Katusha            | + 23 s          |
| 7e | Janez Brajkovič       | Slovénie    | Team RadioShack    | + 26 s          |
| 8e | Thomas Voeckler       | France      | Team Europcar      | + 27 s          |
| 9e | Rob Ruijgh            | Pays-Bas    | Vacansoleil-DCM    | + 29 s          |
| 10e | Rui Costa             | Portugal    | Movistar Team      | + 34 s          |

### 3eétape

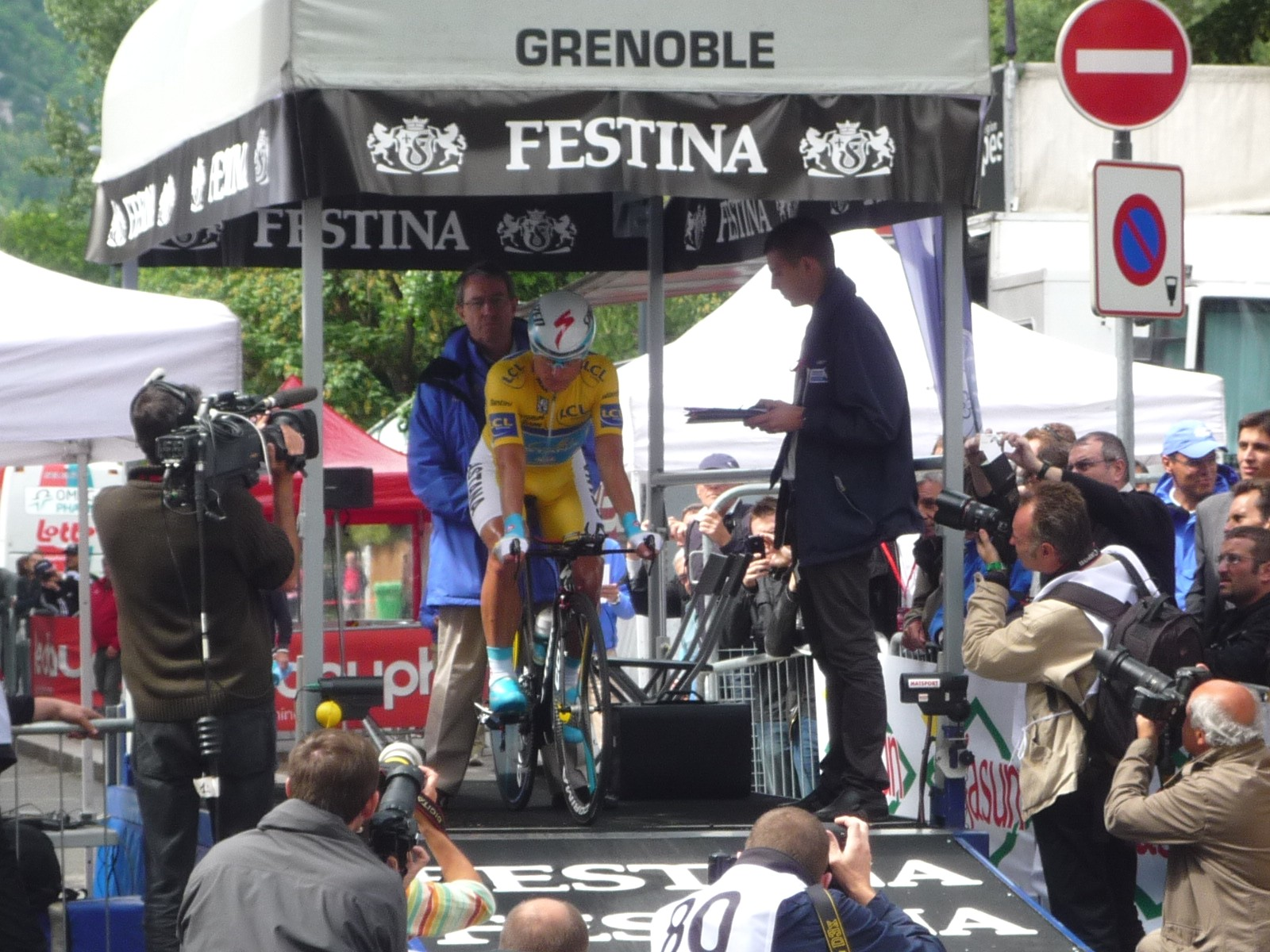
Alexandre Vinokourov au départ du contre la montre Avenue Jean Perrot

Ce contre-la-montre de 42,5 km autour de Grenoble propose un parcours identique à celui du Tour de France. Le parcours est plat dans les premiers kilomètres, avant de prendre le début de la montée vers Chamrousse (2 km à 8 % et 1 km à 7 %, entrecoupés d'un replat d'1 km) jusqu'au km 9, puis d'emprunter une descente qui s'arrête peu après le premier chronomètre intermédiaire, situé au km 19. Ensuite, les coureurs passent par un peu de plat, puis une montée progressive, jusqu'au km 24. La route devient alors plate, jusqu'au deuxième chronomètre intermédiaire (km 27,5) et un peu plus, avant de passer par une longue descente, puis du plat avec de longues avenues rectilignes pour finir.
Tony Martin (HTC-Highroad) remporte ce contre-la-montre, en devançant Bradley Wiggins, qui s'empare des maillots jaune et vert, et Edvald Boasson Hagen (Sky). Au général, Wiggins devance Cadel Evans (BMC Racing) de 1 min 11 s et Janez Brajkovič (RadioShack) de 1 min 21 s. À noter que, fait assez rare, les 4 premiers de l'étape sont champions nationaux du contre-la-montre.
| \| Classement de l'étape \| Classement de l'étape \| Classement de l'étape \| Classement de l'étape \| Classement de l'étape \| \| Coureur \| Coureur \| Pays \| Équipe \| Temps \| \| --------------------- \| --------------------- \| --------------------- \| --------------------------- \| --------------------- \| \| 1er \| Tony Martin \| Allemagne \| HTC-Highroad \| 55 min 28 s \| \| 2e \| Bradley Wiggins \| Royaume-Uni \| Team Sky \| + 11 s \| \| 3e \| Edvald Boasson Hagen \| Norvège \| Team Sky \| + 43 s \| \| 4e \| David Zabriskie \| États-Unis \| Garmin-Cervélo \| + 58 s \| \| 5e \| Janez Brajkovič \| Slovénie \| Team RadioShack \| + 1 min 17 s \| \| 6e \| Cadel Evans \| Australie \| BMC Racing Team \| + 1 min 20 s \| \| 7e \| Geraint Thomas \| Royaume-Uni \| Team Sky \| + 1 min 36 s \| \| 8e \| Christophe Riblon \| France \| AG2R La Mondiale \| + 1 min 37 s \| \| 9e \| Rein Taaramäe \| Estonie \| Cofidis, le Crédit en Ligne \| + 1 min 56 s \| \| 10e \| Rui Costa \| Portugal \| Movistar Team \| + 2 min 00 s \| |                      |             |                             |              |
| |                      |             |                             |              |
| |                      |             |                             |              |
| Classement de l'étape |                      |             |                             |              |
| Coureur | Coureur              | Pays        | Équipe                      | Temps        |
| 1er | Tony Martin          | Allemagne   | HTC-Highroad                | 55 min 28 s  |
| 2e | Bradley Wiggins      | Royaume-Uni | Team Sky                    | + 11 s       |
| 3e | Edvald Boasson Hagen | Norvège     | Team Sky                    | + 43 s       |
| 4e | David Zabriskie      | États-Unis  | Garmin-Cervélo              | + 58 s       |
| 5e | Janez Brajkovič      | Slovénie    | Team RadioShack             | + 1 min 17 s |
| 6e | Cadel Evans          | Australie   | BMC Racing Team             | + 1 min 20 s |
| 7e | Geraint Thomas       | Royaume-Uni | Team Sky                    | + 1 min 36 s |
| 8e | Christophe Riblon    | France      | AG2R La Mondiale            | + 1 min 37 s |
| 9e | Rein Taaramäe        | Estonie     | Cofidis, le Crédit en Ligne | + 1 min 56 s |
| 10e | Rui Costa            | Portugal    | Movistar Team               | + 2 min 00 s |

| \| Classement général \| Classement général \| Classement général \| Classement général \| Classement général \| \| Coureur \| Coureur \| Pays \| Équipe \| Temps \| \| ------------------ \| --------------------- \| ------------------ \| ------------------ \| ------------------ \| \| 1er \| Bradley Wiggins \| Royaume-Uni \| Team Sky \| 8 h 41 min 37 s \| \| 2e \| Cadel Evans \| Australie \| BMC Racing Team \| + 1 min 11 s \| \| 3e \| Janez Brajkovič \| Slovénie \| Team RadioShack \| + 1 min 21 s \| \| 4e \| Alexandre Vinokourov \| Kazakhstan \| Astana \| + 1 min 56 s \| \| 5e \| Rui Costa \| Portugal \| Movistar Team \| + 2 min 12 s \| \| 6e \| Geraint Thomas \| Royaume-Uni \| Team Sky \| + 2 min 25 s \| \| 7e \| Jurgen Van den Broeck \| Belgique \| Omega Pharma-Lotto \| + 2 min 28 s \| \| 8e \| Christophe Riblon \| France \| AG2R La Mondiale \| + 2 min 45 s \| \| 9e \| Ben Hermans \| Belgique \| Team RadioShack \| + 2 min 46 s \| \| 10e \| Jérôme Coppel \| France \| Saur-Sojasun \| + 2 min 52 s \| |                       |             |                    |                 |
| |                       |             |                    |                 |
| |                       |             |                    |                 |
| Classement général |                       |             |                    |                 |
| Coureur | Coureur               | Pays        | Équipe             | Temps           |
| 1er | Bradley Wiggins       | Royaume-Uni | Team Sky           | 8 h 41 min 37 s |
| 2e | Cadel Evans           | Australie   | BMC Racing Team    | + 1 min 11 s    |
| 3e | Janez Brajkovič       | Slovénie    | Team RadioShack    | + 1 min 21 s    |
| 4e | Alexandre Vinokourov  | Kazakhstan  | Astana             | + 1 min 56 s    |
| 5e | Rui Costa             | Portugal    | Movistar Team      | + 2 min 12 s    |
| 6e | Geraint Thomas        | Royaume-Uni | Team Sky           | + 2 min 25 s    |
| 7e | Jurgen Van den Broeck | Belgique    | Omega Pharma-Lotto | + 2 min 28 s    |
| 8e | Christophe Riblon     | France      | AG2R La Mondiale   | + 2 min 45 s    |
| 9e | Ben Hermans           | Belgique    | Team RadioShack    | + 2 min 46 s    |
| 10e | Jérôme Coppel         | France      | Saur-Sojasun       | + 2 min 52 s    |

### 4eétape
Après quelques kilomètres de plat puis une brève descente, les coureurs empruntent le col du Chat (6,2 km à 6,7 %), classé en 2e catégorie. Après le sommet (km 13), le parcours passe par une longue descente, entrecoupée de deux montées non-répertoriées. S'ensuit une trentaine de kilomètres légèrement vallonnés, avec notamment la côte de Peyzieu (1,4 km à 4,6 %), classée en 4e catégorie et dont le sommet est au km 54. Ensuite, la route emprunte une courte descente, suivie d'une trentaine de kilomètres de plat, puis d'un faux plat montant, d'une petite descente, d'un peu de plat et la côte de Châtillon-la-Palud (1,8 km à 5 %), classée en 4e catégorie. Le sommet (km 109,5) est suivi de longs faux plats descendants, puis de plat (mis à part un "mur" non-répertorié à une vingtaine de kilomètres de l'arrivée) lors des 35 derniers kilomètres. L'arrivée sera jugée à Mâcon, après 173,5 km de course depuis La Motte-Servolex, à travers la Savoie, l'Ain et la Saône-et-Loire.
Au km 4, Jérémy Roy (FDJ) s'échappe, rejoint au km 5,5 par Adriano Malori (Lampre-ISD). Ces deux bons rouleurs (16e et 12e la veille) vont rapidement prendre du champ, puisqu'ils basculent au col du Chat avec 3 minutes d'avance. Leonardo Duque (Cofidis) prend la troisième place, s'emparant provisoirement du maillot à pois.
L'équipe Sky va alors contrôler l'écart, qui atteint un maximum de 4 min 25 s au km 69, autour de 4 min. Pendant ce temps-là, Duque confirme sa prise de pouvoir au classement de la montagne, en prenant à nouveau la troisième place des 2 côtes de quatrième catégorie du jour. À un peu moins de soixante kilomètres de l'arrivée, les Garmin-Cervélo décident d'enclencher la poursuite, imités peu après par les HTC-Highroad. Une poursuite menée dans un premier temps à deux, par Johan Vansummeren et Jan Ghyselinck, les représentants respectifs des deux équipes. À 40 km de l'arrivée, l'avance du duo de tête n'est plus que de 3 min 20 s. Les Garmin-Cervélo vont placer d'autres coureurs en chasse à une vingtaine de kilomètres du but. Les échappés, qui disposent de 40 secondes d'avance à 10 km de l'arrivée, sont repris à 2,2 km de la ligne.
Cette étape se conclut par un sprint massif, mené par les Garmin-Cervélo et HTC-Highroad, qui reprennent les rênes du peloton aux Liquigas-Cannondale, un temps aux avant-postes. Edvald Boasson Hagen (Sky) lance le sprint de loin, mais de fait dépasser par John Degenkolb (HTC-Highroad). Celui-ci gagne l'étape et s'empare du maillot vert, dans les 10 derniers mètres. Tyler Farrar (Garmin-Cervélo) est un décevant 6e. Aucun changement au général n'est à signaler.
| \| Classement de l'étape \| Classement de l'étape \| Classement de l'étape \| Classement de l'étape \| Classement de l'étape \| \| Coureur \| Coureur \| Pays \| Équipe \| Temps \| \| --------------------- \| --------------------- \| --------------------- \| --------------------------- \| --------------------- \| \| 1er \| John Degenkolb \| Allemagne \| HTC-Highroad \| 4 h 15 min 41 s \| \| 2e \| Edvald Boasson Hagen \| Norvège \| Team Sky \| + 0 s \| \| 3e \| Juan José Haedo \| Argentine \| Saxo Bank-Sungard \| + 0 s \| \| 4e \| Tomas Vaitkus \| Lituanie \| Astana \| + 0 s \| \| 5e \| William Bonnet \| France \| FDJ \| + 0 s \| \| 6e \| Tyler Farrar \| États-Unis \| Garmin-Cervélo \| + 0 s \| \| 7e \| Marco Bandiera \| Italie \| Quick Step \| + 0 s \| \| 8e \| Samuel Dumoulin \| France \| Cofidis, le Crédit en Ligne \| + 0 s \| \| 9e \| Pim Ligthart \| Pays-Bas \| Vacansoleil-DCM \| + 0 s \| \| 10e \| Kenny Dehaes \| Belgique \| Omega Pharma-Lotto \| + 0 s \| |                      |            |                             |                 |
| |                      |            |                             |                 |
| |                      |            |                             |                 |
| Classement de l'étape |                      |            |                             |                 |
| Coureur | Coureur              | Pays       | Équipe                      | Temps           |
| 1er | John Degenkolb       | Allemagne  | HTC-Highroad                | 4 h 15 min 41 s |
| 2e | Edvald Boasson Hagen | Norvège    | Team Sky                    | + 0 s           |
| 3e | Juan José Haedo      | Argentine  | Saxo Bank-Sungard           | + 0 s           |
| 4e | Tomas Vaitkus        | Lituanie   | Astana                      | + 0 s           |
| 5e | William Bonnet       | France     | FDJ                         | + 0 s           |
| 6e | Tyler Farrar         | États-Unis | Garmin-Cervélo              | + 0 s           |
| 7e | Marco Bandiera       | Italie     | Quick Step                  | + 0 s           |
| 8e | Samuel Dumoulin      | France     | Cofidis, le Crédit en Ligne | + 0 s           |
| 9e | Pim Ligthart         | Pays-Bas   | Vacansoleil-DCM             | + 0 s           |
| 10e | Kenny Dehaes         | Belgique   | Omega Pharma-Lotto          | + 0 s           |

| \| Classement général \| Classement général \| Classement général \| Classement général \| Classement général \| \| Coureur \| Coureur \| Pays \| Équipe \| Temps \| \| ------------------ \| --------------------- \| ------------------ \| ------------------ \| ------------------ \| \| 1er \| Bradley Wiggins \| Royaume-Uni \| Team Sky \| 12 h 57 min 18 s \| \| 2e \| Cadel Evans \| Australie \| BMC Racing Team \| + 1 min 11 s \| \| 3e \| Janez Brajkovič \| Slovénie \| Team RadioShack \| + 1 min 21 s \| \| 4e \| Alexandre Vinokourov \| Kazakhstan \| Astana \| + 1 min 56 s \| \| 5e \| Rui Costa \| Portugal \| Movistar Team \| + 2 min 12 s \| \| 6e \| Geraint Thomas \| Royaume-Uni \| Team Sky \| + 2 min 25 s \| \| 7e \| Jurgen Van den Broeck \| Belgique \| Omega Pharma-Lotto \| + 2 min 28 s \| \| 8e \| Christophe Riblon \| France \| AG2R La Mondiale \| + 2 min 45 s \| \| 9e \| Ben Hermans \| Belgique \| Team RadioShack \| + 2 min 46 s \| \| 10e \| Jérôme Coppel \| France \| Saur-Sojasun \| + 2 min 52 s \| |                       |             |                    |                  |
| |                       |             |                    |                  |
| |                       |             |                    |                  |
| Classement général |                       |             |                    |                  |
| Coureur | Coureur               | Pays        | Équipe             | Temps            |
| 1er | Bradley Wiggins       | Royaume-Uni | Team Sky           | 12 h 57 min 18 s |
| 2e | Cadel Evans           | Australie   | BMC Racing Team    | + 1 min 11 s     |
| 3e | Janez Brajkovič       | Slovénie    | Team RadioShack    | + 1 min 21 s     |
| 4e | Alexandre Vinokourov  | Kazakhstan  | Astana             | + 1 min 56 s     |
| 5e | Rui Costa             | Portugal    | Movistar Team      | + 2 min 12 s     |
| 6e | Geraint Thomas        | Royaume-Uni | Team Sky           | + 2 min 25 s     |
| 7e | Jurgen Van den Broeck | Belgique    | Omega Pharma-Lotto | + 2 min 28 s     |
| 8e | Christophe Riblon     | France      | AG2R La Mondiale   | + 2 min 45 s     |
| 9e | Ben Hermans           | Belgique    | Team RadioShack    | + 2 min 46 s     |
| 10e | Jérôme Coppel         | France      | Saur-Sojasun       | + 2 min 52 s     |

### 5eétape
Après une grosse trentaine de kilomètres de plat, les coureurs enchaînent une ascension non-répertoriée, une très courte mais sèche descente et la côte de Corlier (6,4 km à 5,3 %), classée en 2e catégorie. Une fois le sommet (km 45,5) franchit, le parcours emprunte deux ascensions non-répertoriées, puis une très longue descente, jusqu'au km 80, avant d'être légèrement vallonné, jusqu'à la zone de ravitaillement (km 99). S'ensuit alors l'enchaînement de la côte du Mont des Princes (5,5 km à 7 %), classée en 2e catégorie et dont le sommet est au km 109, et d'une ascension très longue et irrégulière, mais non-répertoriée. Après la longue descente suivant cette dernière, la route est relativement vallonnée pendant une trentaine de kilomètres, puis passe par la montée des Gets (10,7 km à 4,7 %), classée en 2e catégorie, en haut de laquelle sera jugée l'arrivée, après 210 km de course depuis Parc des Oiseaux - Villars-les-Dombes, à travers l'Ain et la Haute-Savoie.
Brice Feillu (Leopard-Trek) et Blel Kadri (AG2R La Mondiale) sont non-partants. De nombreuses attaques ont lieu en début d'étape, dès le 3e kilomètre, avec la tentative de Gatis Smukulis (HTC-Highroad), Joost Posthuma (Leopard-Trek) et Lieuwe Westra (Vacansoleil-DCM), reprise quelques encablures plus loin. Leonardo Duque (Cofidis) accélère à plusieurs reprises, avant qu'Amets Txurruka (Euskaltel-Euskadi) et Mickaël Buffaz (Cofidis) ne s'échappent au km 20, en vain. Duque retente alors sa chance, se maintenant devant le peloton jusqu’au sommet de la côte de Corlier, engrangeant ainsi 10 points pour conforter son maillot à pois. Au km 60, Thibaut Pinot (FDJ) attaque, puis Pierre Rolland (Europcar) et Rémy Di Grégorio (Astana) au km 75 et 86. À Culoz, Sébastien Joly (Saur-Sojasun), Maciej Paterski (Liquigas-Cannondale), Pablo Urtasun (Euskaltel-Euskadi), Mikhail Ignatiev (Katusha) et Frederik Veuchelen (Vacansoleil-DCM) s'échappent, mais subissent le même sort.
Ainsi, le début d'étape est rapide, avec une moyenne de 48,1 km/h après deux heures de route. C'est le moment choisi par Jason McCartney (RadioShack) pour tenter sa chance. Cette fois-ci, il prend rapidement le large, ayant 2 min 15 s d'avance au km 100, avant de profiter d'un ralentissement brutal du peloton, l'écart étant de 10 minutes au km 120 et 12 min 30 s au km 135. Pendant ce temps, l'homme de tête passe en tête au sommet de la côte du Mont des Princes. Leonardo Duque prend la 2e place, devant Mickael Buffaz. Mais, les Katusha enclenchent la poursuite, réduisant l'écart à 7 minutes à 40 km de l'arrivée et 4 minutes à 25 km du but. Peu avant la montée finale, plusieurs équipes relaient les Katusha, dont les Garmin-Cervélo et les Europcar.
Finalement, McCartney est repris à 9 km de la ligne par Tony Martin (HTC-Highroad), Pierre Rolland et Maciej Paterski. Le trio voit ensuite le retour de plusieurs éléments, dont Oliver Zaugg (Leopard-Trek), qui attaque à 7 km du sommet. Il creuse un petit écart, mais une vague d'attaque est lancée dans le groupe maillot jaune, avec Joaquim Rodríguez (Katusha), favori de l'étape, à la baguette. Christophe Kern (Europcar) parvient à s'extirper du peloton, avant de, bénéficiant de Rolland comme point d'appui, rejoindre puis déposer Zaugg à 3 km de la ligne. Derrière, son coéquipier Thomas Voeckler contrôle les différentes accélérations au sein du groupe maillot jaune. Finalement, seul Chris Anker Sørensen (Saxo Bank-SunGard) parvient à s'extirper du groupe, peu après la flamme rouge. Mais, il ne peut empêcher Christophe Kern de s'imposer, 7 secondes devant le Danois. Thomas Voeckler règle le groupe maillot jaune, à 9 secondes de son coéquipier. Au général, Bradley Wiggins (Sky) devance toujours Cadel Evans (BMC Racing) d'1 min 11 s et Janez Brajkovič (RadioShack) d'1 min 21 s.
| \| Classement de l'étape \| Classement de l'étape \| Classement de l'étape \| Classement de l'étape \| Classement de l'étape \| \| Coureur \| Coureur \| Pays \| Équipe \| Temps \| \| --------------------- \| --------------------- \| --------------------- \| --------------------- \| --------------------- \| \| 1er \| Christophe Kern \| France \| Team Europcar \| 5 h 05 min 03 s \| \| 2e \| Chris Anker Sørensen \| Danemark \| Saxo Bank-Sungard \| + 7 s \| \| 3e \| Thomas Voeckler \| France \| Team Europcar \| + 9 s \| \| 4e \| Joaquim Rodríguez \| Espagne \| Katusha \| + 9 s \| \| 5e \| Alexandre Vinokourov \| Kazakhstan \| Astana \| + 9 s \| \| 6e \| Bradley Wiggins \| Royaume-Uni \| Team Sky \| + 9 s \| \| 7e \| Thibaut Pinot \| France \| FDJ \| + 9 s \| \| 8e \| Dan Martin \| Irlande \| Garmin-Cervélo \| + 9 s \| \| 9e \| Jurgen Van den Broeck \| Belgique \| Omega Pharma-Lotto \| + 9 s \| \| 10e \| Ben Hermans \| Belgique \| Team RadioShack \| + 9 s \| |                       |             |                    |                 |
| |                       |             |                    |                 |
| |                       |             |                    |                 |
| Classement de l'étape |                       |             |                    |                 |
| Coureur | Coureur               | Pays        | Équipe             | Temps           |
| 1er | Christophe Kern       | France      | Team Europcar      | 5 h 05 min 03 s |
| 2e | Chris Anker Sørensen  | Danemark    | Saxo Bank-Sungard  | + 7 s           |
| 3e | Thomas Voeckler       | France      | Team Europcar      | + 9 s           |
| 4e | Joaquim Rodríguez     | Espagne     | Katusha            | + 9 s           |
| 5e | Alexandre Vinokourov  | Kazakhstan  | Astana             | + 9 s           |
| 6e | Bradley Wiggins       | Royaume-Uni | Team Sky           | + 9 s           |
| 7e | Thibaut Pinot         | France      | FDJ                | + 9 s           |
| 8e | Dan Martin            | Irlande     | Garmin-Cervélo     | + 9 s           |
| 9e | Jurgen Van den Broeck | Belgique    | Omega Pharma-Lotto | + 9 s           |
| 10e | Ben Hermans           | Belgique    | Team RadioShack    | + 9 s           |

| \| Classement général \| Classement général \| Classement général \| Classement général \| Classement général \| \| Coureur \| Coureur \| Pays \| Équipe \| Temps \| \| ------------------ \| --------------------- \| ------------------ \| ------------------ \| ------------------ \| \| 1er \| Bradley Wiggins \| Royaume-Uni \| Team Sky \| 18 h 02 min 30 s \| \| 2e \| Cadel Evans \| Australie \| BMC Racing Team \| + 1 min 11 s \| \| 3e \| Janez Brajkovič \| Slovénie \| Team RadioShack \| + 1 min 21 s \| \| 4e \| Alexandre Vinokourov \| Kazakhstan \| Astana \| + 1 min 56 s \| \| 5e \| Rui Costa \| Portugal \| Movistar Team \| + 2 min 22 s \| \| 6e \| Jurgen Van den Broeck \| Belgique \| Omega Pharma-Lotto \| + 2 min 28 s \| \| 7e \| Christophe Riblon \| France \| AG2R La Mondiale \| + 2 min 45 s \| \| 8e \| Ben Hermans \| Belgique \| Team RadioShack \| + 2 min 46 s \| \| 9e \| Jérôme Coppel \| France \| Saur-Sojasun \| + 2 min 52 s \| \| 10e \| Kanstantsin Siutsou \| Biélorussie \| HTC-Highroad \| + 2 min 52 s \| |                       |             |                    |                  |
| |                       |             |                    |                  |
| |                       |             |                    |                  |
| Classement général |                       |             |                    |                  |
| Coureur | Coureur               | Pays        | Équipe             | Temps            |
| 1er | Bradley Wiggins       | Royaume-Uni | Team Sky           | 18 h 02 min 30 s |
| 2e | Cadel Evans           | Australie   | BMC Racing Team    | + 1 min 11 s     |
| 3e | Janez Brajkovič       | Slovénie    | Team RadioShack    | + 1 min 21 s     |
| 4e | Alexandre Vinokourov  | Kazakhstan  | Astana             | + 1 min 56 s     |
| 5e | Rui Costa             | Portugal    | Movistar Team      | + 2 min 22 s     |
| 6e | Jurgen Van den Broeck | Belgique    | Omega Pharma-Lotto | + 2 min 28 s     |
| 7e | Christophe Riblon     | France      | AG2R La Mondiale   | + 2 min 45 s     |
| 8e | Ben Hermans           | Belgique    | Team RadioShack    | + 2 min 46 s     |
| 9e | Jérôme Coppel         | France      | Saur-Sojasun       | + 2 min 52 s     |
| 10e | Kanstantsin Siutsou   | Biélorussie | HTC-Highroad       | + 2 min 52 s     |

### 6eétape
Cette étape commence par une descente en deux parties, du fait de la présence de la côte de Châtillon-sur-Cluses (2,1 km à 4,3 %), classée en 4e catégorie et dont le sommet est au km 10,5. À la suite de cela, le parcours emprunte un peu de plat, avec une petite ascension non-répertoriée, puis une très longue montée, qui comprend notamment l'enchaînement direct du col de Saint-Jean-de-Sixt (1,8 km à 5,2 %), classé en 4e catégorie, et du col des Aravis (6,9 km à 5,8 %), classé en 2e catégorie, dont les sommets sont aux km 48 et 58. Juste après le sommet de ce dernier, les coureurs basculent dans une très longue descente, jusqu'au km 82. S'ensuit une grosse dizaine de km de faux plats montants, puis le col de Tamié (9,6 km à 4,1 %), classé en 3e catégorie et dont le sommet est au km 104.5, la descente et une vingtaine de kilomètres de plat. La route enchaînera alors l'irrégulier col du Grand Cucheron (16,2 km à 5 %), une ascension de 1re catégorie dont le sommet est au km 153, et Le Collet d'Allevard (11,2 km à 8,4 %), classé Hors-Catégorie, au sommet duquel est jugée l'arrivée, après 192,5 km de course depuis Les Gets, à travers la Haute-Savoie, la Savoie et l'Isère.
Plusieurs coureurs tentent de s'échapper en ce début d'étape. Leonardo Duque (Cofidis) conforte son maillot à pois en devançant Gorka Verdugo (Euskaltel-Euskadi) et Dario Cataldo (Quick Step) au sommet de la côte de Châtillon-sur-Cluses. Au km 14, Maarten Tjallingii (Rabobank) attaque, mais son avance ne dépasse jamais les 30 s et est repris au km 20. Au km 33, Pierre Rolland (Europcar) s'échappe, suivi par Kristjan Koren (Liquigas-Cannondale) et Egor Silin (Katusha), puis Danny Pate (HTC-Highroad), Sébastien Joly (Saur-Sojasun), Amaël Moinard (BMC Racing), Carlos Barredo (Rabobank), Egoi Martínez (Euskaltel-Euskadi), Joost Posthuma (Leopard-Trek), Adriano Malori et Marco Marzano (Lampre-ISD). Mais, le groupe est repris par le peloton, mené par les Sky, au km 41. Duque en profite pour aller chercher les points pour le maillot à pois, suivi par Amets Txurruka (Euskaltel-Euskadi), Perrig Quéméneur (Europcar), Lieuwe Westra (Vacansoleil-DCM) et Beñat Intxausti (Movistar). Finalement, il devance Txurruka et Westra.
Dans le col des Aravis, un groupe de 15 coureurs fausse compagnie au peloton. Moinard, Joly, Martínez et Westra en font partie, ainsi que Jelle Vanendert (Omega Pharma-Lotto), Robert Gesink, Juan Manuel Gárate (Rabobank), Maciej Paterski (Liquigas-Cannondale), Cyril Gautier (Europcar), Yury Trofimov (Katusha), Sandy Casar (FDJ), David López García (Movistar), Kevin Seeldraeyers (Quick Step), Oliver Zaugg (Leopard-Trek), Przemysław Niemiec (Lampre-ISD), puis Thomas Voeckler (Europcar), portant le total à 16. Ils sont repris juste après le sommet, que Niemiec franchit en tête. Celui-ci insiste, prenant un peu de champ sur le peloton, scindé alors en groupes. Il ne parvient pas à accrocher un autre groupe, composé de Mauro Finetto (Liquigas-Cannondale), Andrey Amador (Movistar), Garate, Martínez, Gautier, Trofimov, Casar et Seeldraeyers. Cette fois-ci, le groupe va prendre de l'avance, avec un écart de 3 minutes et 45 secondes dans le col de Tamié.
Puis, l'équipe Sky va enclencher la poursuite, contrôlant l'écart autour de 2 minutes. Dans la descente du col du Grand Cucheron, plusieurs coureurs, dont Arnold Jeannesson (FDJ) et Mikel Landa (Euskaltel-Euskadi), chutent à la suite du passage d'un troupeau de vache, provoquant une cassure, mais le peloton va se reformer. À 15 km de l'arrivée, les Astana font accélérer le peloton, reprenant les hommes de tête à 10 km du but. Dès les premières rampes de l'ascension finale, la vitesse imposée par Edvald Boasson Hagen (Sky) fait des dégâts, et 7 km du sommet le Norvégien n'est suivi que par Alexandre Vinokourov (Astana), Jurgen Van den Broeck (Omega Pharma-Lotto), Jérôme Coppel (Saur-Sojasun), Jean-Christophe Péraud (AG2R La Mondiale), Cadel Evans (BMC Racing), Robert Gesink (Rabobank), Ivan Basso (Liquigas-Cannondale), Samuel Sánchez (Euskaltel-Euskadi), Bradley Wiggins, Rigoberto Urán (Sky), Thomas Voeckler, Christophe Kern (Europcar), Joaquim Rodríguez (Katusha), Thibaut Pinot (FDJ) et Chris Anker Sørensen (Saxo Bank-SunGard). À 6,7 km du sommet, Boasson Hagen s'écarte puis est distancé.
200 mètres plus loin, Gesink attaque, temporise, puis relance. Il parvient à prendre un peu d'avance, avant d'être rejoint par Rodriguez et Van den Broeck, puis par Kern et Vinokourov. Ce dernier attaque alors, suivi par Joaquim Rodriguez. À 5 kilomètres de la ligne, Vinokourov est lâché, puis repris par Christophe Kern, Robert Gesink, Bradley Wiggins, Jurgen Van den Broeck et Cadel Evans. Kern accélère alors, suivi par Van den Broeck, puis par Gesink, Wiggins et Vinokourov, Evans est en revanche lâché. Peu avant la flamme rouge, le maillot jaune et Vinokourov sont distancés. Joaquim Rodriguez remporte sa deuxième victoire de la saison, 31 secondes devant Robert Gesink, sorti dans les derniers hectomètres. Au classement général, Bradley Wiggins conserve son maillot jaune et bleu, avec désormais 1 min 26 s d'avance sur Cadel Evans et 1 min 52 s sur Alexandre Vinokourov. Le grand perdant de la journée est Janez Brajkovič (RadioShack), 16e de l'étape à 3 min 55 s, chute de la 3e à la 9e place au général, à 4 min 22 s désormais du maillot jaune.
| \| Classement de l'étape \| Classement de l'étape \| Classement de l'étape \| Classement de l'étape \| Classement de l'étape \| \| Coureur \| Coureur \| Pays \| Équipe \| Temps \| \| --------------------- \| ---------------------- \| --------------------- \| --------------------- \| --------------------- \| \| 1er \| Joaquim Rodríguez \| Espagne \| Katusha \| 5 h 12 min 47 s \| \| 2e \| Robert Gesink \| Pays-Bas \| Rabobank \| + 31 s \| \| 3e \| Jurgen Van den Broeck \| Belgique \| Omega Pharma-Lotto \| + 39 s \| \| 4e \| Christophe Kern \| France \| Team Europcar \| + 41 s \| \| 5e \| Alexandre Vinokourov \| Kazakhstan \| Astana \| + 50 s \| \| 6e \| Bradley Wiggins \| Royaume-Uni \| Team Sky \| + 54 s \| \| 7e \| Chris Anker Sørensen \| Danemark \| Saxo Bank-Sungard \| + 1 min 00 s \| \| 8e \| Jean-Christophe Péraud \| France \| AG2R La Mondiale \| + 1 min 06 s \| \| 9e \| Cadel Evans \| Australie \| BMC Racing Team \| + 1 min 09 s \| \| 10e \| Thomas Voeckler \| France \| Team Europcar \| + 1 min 58 s \| |                        |             |                    |                 |
| |                        |             |                    |                 |
| |                        |             |                    |                 |
| Classement de l'étape |                        |             |                    |                 |
| Coureur | Coureur                | Pays        | Équipe             | Temps           |
| 1er | Joaquim Rodríguez      | Espagne     | Katusha            | 5 h 12 min 47 s |
| 2e | Robert Gesink          | Pays-Bas    | Rabobank           | + 31 s          |
| 3e | Jurgen Van den Broeck  | Belgique    | Omega Pharma-Lotto | + 39 s          |
| 4e | Christophe Kern        | France      | Team Europcar      | + 41 s          |
| 5e | Alexandre Vinokourov   | Kazakhstan  | Astana             | + 50 s          |
| 6e | Bradley Wiggins        | Royaume-Uni | Team Sky           | + 54 s          |
| 7e | Chris Anker Sørensen   | Danemark    | Saxo Bank-Sungard  | + 1 min 00 s    |
| 8e | Jean-Christophe Péraud | France      | AG2R La Mondiale   | + 1 min 06 s    |
| 9e | Cadel Evans            | Australie   | BMC Racing Team    | + 1 min 09 s    |
| 10e | Thomas Voeckler        | France      | Team Europcar      | + 1 min 58 s    |

| \| Classement général \| Classement général \| Classement général \| Classement général \| Classement général \| \| Coureur \| Coureur \| Pays \| Équipe \| Temps \| \| ------------------ \| ---------------------- \| ------------------ \| ------------------ \| ------------------ \| \| 1er \| Bradley Wiggins \| Royaume-Uni \| Team Sky \| 23 h 16 min 11 s \| \| 2e \| Cadel Evans \| Australie \| BMC Racing Team \| + 1 min 26 s \| \| 3e \| Alexandre Vinokourov \| Kazakhstan \| Astana \| + 1 min 52 s \| \| 4e \| Jurgen Van den Broeck \| Belgique \| Omega Pharma-Lotto \| + 2 min 13 s \| \| 5e \| Christophe Kern \| France \| Team Europcar \| + 2 min 52 s \| \| 6e \| Joaquim Rodríguez \| Espagne \| Katusha \| + 3 min 01 s \| \| 7e \| Jean-Christophe Péraud \| France \| AG2R La Mondiale \| + 3 min 30 s \| \| 8e \| Kanstantsin Siutsou \| Biélorussie \| HTC-Highroad \| + 4 min 14 s \| \| 9e \| Janez Brajkovič \| Slovénie \| Team RadioShack \| + 4 min 22 s \| \| 10e \| Thomas Voeckler \| France \| Team Europcar \| + 4 min 27 s \| |                        |             |                    |                  |
| |                        |             |                    |                  |
| |                        |             |                    |                  |
| Classement général |                        |             |                    |                  |
| Coureur | Coureur                | Pays        | Équipe             | Temps            |
| 1er | Bradley Wiggins        | Royaume-Uni | Team Sky           | 23 h 16 min 11 s |
| 2e | Cadel Evans            | Australie   | BMC Racing Team    | + 1 min 26 s     |
| 3e | Alexandre Vinokourov   | Kazakhstan  | Astana             | + 1 min 52 s     |
| 4e | Jurgen Van den Broeck  | Belgique    | Omega Pharma-Lotto | + 2 min 13 s     |
| 5e | Christophe Kern        | France      | Team Europcar      | + 2 min 52 s     |
| 6e | Joaquim Rodríguez      | Espagne     | Katusha            | + 3 min 01 s     |
| 7e | Jean-Christophe Péraud | France      | AG2R La Mondiale   | + 3 min 30 s     |
| 8e | Kanstantsin Siutsou    | Biélorussie | HTC-Highroad       | + 4 min 14 s     |
| 9e | Janez Brajkovič        | Slovénie    | Team RadioShack    | + 4 min 22 s     |
| 10e | Thomas Voeckler        | France      | Team Europcar      | + 4 min 27 s     |

### 7eétape

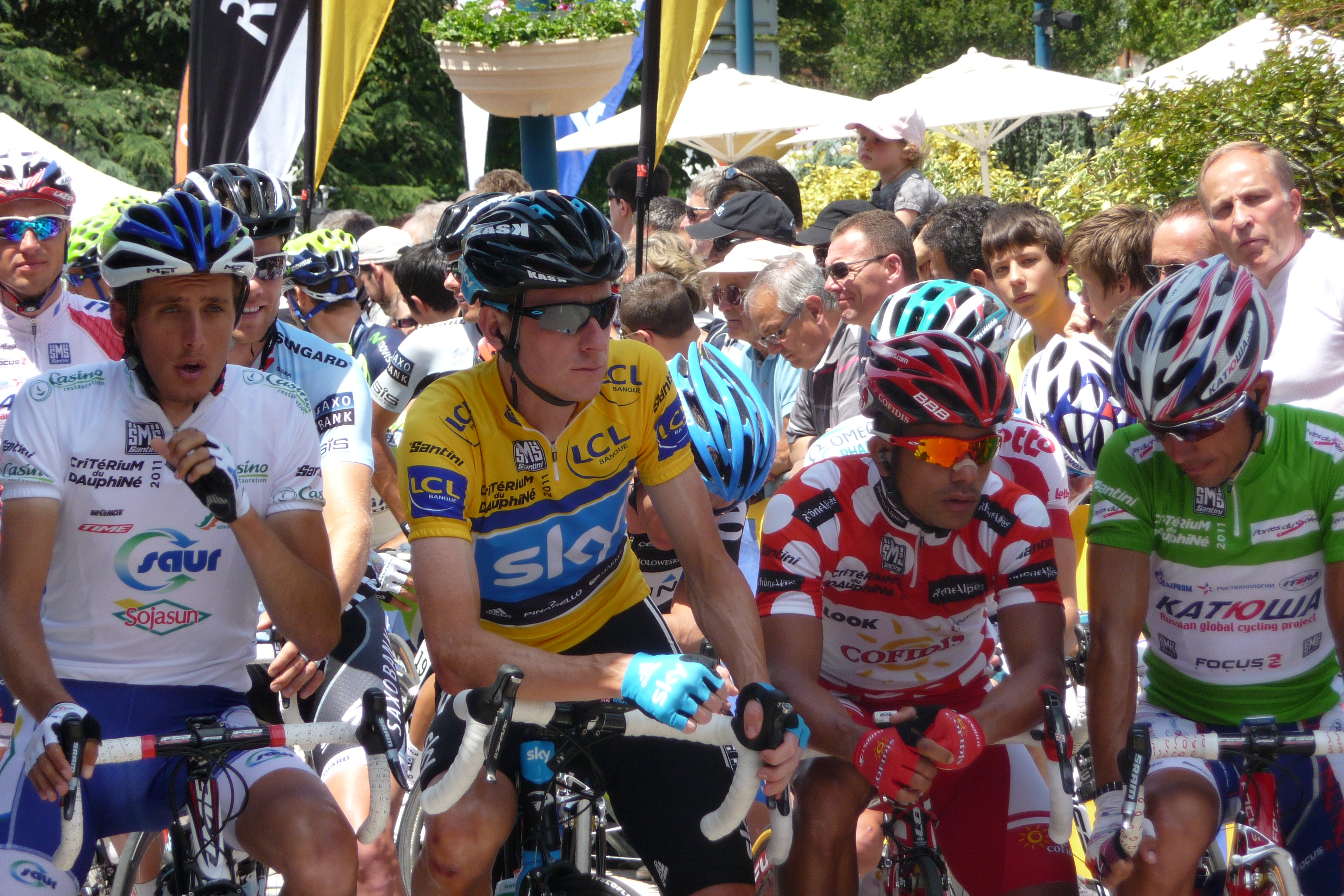
Les 4 porteurs de maillot au départ de l'étape à Pontcharra

Après une grosse cinquantaine de km légèrement vallonnés, le parcours emprunte le col du Glandon (22 km à 7 %), classé Hors-Catégorie, prolongé par la fin du col de la Croix-de-Fer, où sera jugé le GPM, au km 78. Après la descente, les coureurs enchaîneront immédiatement avec la montée vers La Toussuire (14,8 km à 5,8 %), classée en 1re catégorie, en haut de laquelle sera jugée l'arrivée, après 117,5 km de course depuis Pontcharra, à travers l'Isère.
Thibaut Pinot (FDJ) attaque à plusieurs reprises, suivi par Andrey Zeits (Astana), Leonardo Duque, Tristan Valentin (Cofidis), Sébastien Minard (AG2R La Mondiale), Maarten Tjallingii (Rabobank), Pierre Rolland (Europcar), Alexandr Kolobnev (Katusha) et Imanol Erviti (Movistar) au km 12. Kristjan Koren (Liquigas-Cannondale) et Julien Vermote (Quick Step) les rejoignent au km 16. Les Sky contrôlent l'avancée de l'échappée, dont l'avance atteint 4 min 45 s au km 50.
Les Katusha prennent les commandes du peloton dès le début du Col du Glandon. Après 5 km d'ascension, Thibaut Pinot attaque. Tandis qu'il prend de l'avance, qui est de 1 min 35 s à 9 km du sommet, Rein Taaramäe (Cofidis) fausse compagnie au peloton avec son coéquipier David Moncoutié et Thomas Voeckler (Europcar). Mais, le groupe maillot jaune reprend tout le monde, sauf Pinot. À 4 km du sommet, Joaquim Rodríguez (Katusha) et Robert Gesink (Rabobank) attaquent, rejoint 2 km plus loin par Christophe Kern (Europcar). Mais, le trio est rejoint juste avant le sommet, où Pinot n'a plus que 55 s d'avance, par Janez Brajkovič (RadioShack), Jean-Christophe Péraud (AG2R La Mondiale), Cadel Evans (BMC Racing), Rigoberto Urán, Bradley Wiggins (Sky), Jurgen Van den Broeck (Omega Pharma-Lotto), Alexandre Vinokourov (Astana), Kanstantsin Siutsou (HTC-Highroad), David Moncoutié et Thomas Voeckler.
Voeckler attaque la descente à vive allure, rejoignant et déposant Pinot à 28 km de l'arrivée. Le groupe maillot jaune, qui grossit en accueillant le retour de certains lâchés, est alors pointé à 1 min 10 s. À 15 km du but, Robert Gesink attaque en compagnie de son équipier Juan Manuel Gárate. Gesink rejoint Pinot 1 km plus loin, puis le duo reprend Voeckler à 10 km du sommet. Le groupe maillot jaune, mené par Rigoberto Uran, n'est pas loin, mais Gesink parvient à faire monter l'écart au-delà des 25 s.
À 6 km de la ligne, Chris Anker Sørensen (Saxo Bank-SunGard) attaque et 1 km plus loin, il n'a plus que 15 s de retard sur le trio de tête, tandis que le groupe maillot jaune est pointé à 30 s. 500 m plus loin, la jonction s'opère et à 4 km du sommet, le quatuor n'a plus que 14 s sur le groupe maillot jaune, composé seulement de Péraud, Moncoutié, Evans, Wiggins, Vinokourov, Van den Broeck, Rodriguez, Kern et Brajkovič. Puis, 500 m plus tard, Rodriguez accélère, rejoint le quatuor, avant que le reste du groupe maillot jaune ne fasse de même. Alors que Moncoutié a été lâché, Sørensen accélère à 2 km de l'arrivée, suivi de Voeckler, mais sans faire le trou. Joaquim Rodriguez lance le sprint à 500 m de la ligne, reportant ainsi sa 2e étape consécutive. Thibaut Pinot prend une belle 2e place, Robert Gesink la 3e. Seul changement notable au classement général, Rodriguez remonte à la 5e place, Christophe Kern rétrogradant du même coup au 6e rang. Bradley Wiggins remporte donc sa première grande course à étapes, avec 1 min 26 s sur Cadel Evans et 1 min 49 s sur Alexandre Vinokourov. Purito s'adjuge également les maillot vert et à pois, Jérôme Coppel (Saur-Sojasun) le maillot blanc et les Europcar le classement par équipes.
| \| Classement de l'étape \| Classement de l'étape \| Classement de l'étape \| Classement de l'étape \| Classement de l'étape \| \| Coureur \| Coureur \| Pays \| Équipe \| Temps \| \| --------------------- \| --------------------- \| --------------------- \| --------------------- \| --------------------- \| \| 1er \| Joaquim Rodríguez \| Espagne \| Katusha \| 3 h 24 min 30 s \| \| 2e \| Thibaut Pinot \| France \| FDJ \| + 7 s \| \| 3e \| Robert Gesink \| Pays-Bas \| Rabobank \| + 7 s \| \| 4e \| Jurgen Van den Broeck \| Belgique \| Omega Pharma-Lotto \| + 7 s \| \| 5e \| Alexandre Vinokourov \| Kazakhstan \| Astana \| + 7 s \| \| 6e \| Chris Anker Sørensen \| Danemark \| Saxo Bank-Sungard \| + 10 s \| \| 7e \| Cadel Evans \| Australie \| BMC Racing Team \| + 10 s \| \| 8e \| Kanstantsin Siutsou \| Biélorussie \| HTC-Highroad \| + 10 s \| \| 9e \| Janez Brajkovič \| Slovénie \| Team RadioShack \| + 10 s \| \| 10e \| Bradley Wiggins \| Royaume-Uni \| Team Sky \| + 10 s \| |                       |             |                    |                 |
| |                       |             |                    |                 |
| |                       |             |                    |                 |
| Classement de l'étape |                       |             |                    |                 |
| Coureur | Coureur               | Pays        | Équipe             | Temps           |
| 1er | Joaquim Rodríguez     | Espagne     | Katusha            | 3 h 24 min 30 s |
| 2e | Thibaut Pinot         | France      | FDJ                | + 7 s           |
| 3e | Robert Gesink         | Pays-Bas    | Rabobank           | + 7 s           |
| 4e | Jurgen Van den Broeck | Belgique    | Omega Pharma-Lotto | + 7 s           |
| 5e | Alexandre Vinokourov  | Kazakhstan  | Astana             | + 7 s           |
| 6e | Chris Anker Sørensen  | Danemark    | Saxo Bank-Sungard  | + 10 s          |
| 7e | Cadel Evans           | Australie   | BMC Racing Team    | + 10 s          |
| 8e | Kanstantsin Siutsou   | Biélorussie | HTC-Highroad       | + 10 s          |
| 9e | Janez Brajkovič       | Slovénie    | Team RadioShack    | + 10 s          |
| 10e | Bradley Wiggins       | Royaume-Uni | Team Sky           | + 10 s          |

## Classements finals

### Classement général
|    | Cycliste               | Pays        | Équipe             |    | Temps            |
| -- | ---------------------- | ----------- | ------------------ | -- | ---------------- |
| 1  | Bradley Wiggins        | Royaume-Uni | Sky                | en | 26 h 40 min 51 s |
| 2  | Cadel Evans            | Australie   | BMC Racing         | +  | 1 min 26 s       |
| 3  | Alexandre Vinokourov   | Kazakhstan  | Astana             |    | 1 min 49 s       |
| 4  | Jurgen Van den Broeck  | Belgique    | Omega Pharma-Lotto |    | 2 min 10 s       |
| 5  | Joaquim Rodríguez      | Espagne     | Katusha            |    | 2 min 51 s       |
| 6  | Christophe Kern        | France      | Europcar           |    | 3 min 05 s       |
| 7  | Jean-Christophe Péraud | France      | AG2R La Mondiale   |    | 3 min 30 s       |
| 8  | Kanstantsin Siutsou    | Biélorussie | HTC-Highroad       |    | 4 min 14 s       |
| 9  | Janez Brajkovič        | Slovénie    | RadioShack         |    | 4 min 22 s       |
| 10 | Thomas Voeckler        | France      | Europcar           |    | 4 min 31 s       |

### Classements annexes

#### Classement par points
|   | Cycliste             | Équipe  | Points |
| - | -------------------- | ------- | ------ |
| 1 | Joaquim Rodríguez    | Katusha | 86     |
| 2 | Alexandre Vinokourov | Astana  | 65     |
| 3 | Bradley Wiggins      | Sky     | 61     |

#### Classement du meilleur grimpeur
|   | Cycliste              | Équipe             | Points |
| - | --------------------- | ------------------ | ------ |
| 1 | Joaquim Rodríguez     | Katusha            | 63     |
| 2 | Robert Gesink         | Rabobank           | 53     |
| 3 | Jurgen Van den Broeck | Omega Pharma-Lotto | 49     |

#### Classement du meilleur jeune
|   | Cycliste      | Équipe       |    | Temps           |
| - | ------------- | ------------ | -- | --------------- |
| 1 | Jérôme Coppel | Saur-Sojasun | en | 26 h 48 min 4 s |
| 2 | Rob Ruijgh    | Rabobank     | +  | 1 min 49 s      |
| 3 | Andrey Zeits  | Astana       |    | 4 min 29 s      |

#### Classement par équipes
| Classement par équipes | Classement par équipes | Classement par équipes | Classement par équipes |
|                        | Équipe                 | Pays                   | Temps                  |
| ---------------------- | ---------------------- | ---------------------- | ---------------------- |
| 1re                    | Europcar               | France                 | en 80 h 22 min 25 s    |
| 2e                     | Astana                 | Kazakhstan             | + 10 min 0 s           |
| 3e                     | AG2R La Mondiale       | France                 | + 10 min 19 s          |
| 4e                     | HTC-Highroad           | États-Unis             | + 19 min 38 s          |
| 5e                     | RadioShack             | États-Unis             | + 20 min 16 s          |
| 6e                     | Euskaltel-Euskadi      | Espagne                | + 24 min 14 s          |
| 7e                     | Saur-Sojasun           | France                 | + 24 min 42 s          |
| 8e                     | Sky                    | Royaume-Uni            | + 27 min 26 s          |
| 9e                     | Katusha                | Russie                 | + 28 min 27 s          |
| 10e                    | FDJ                    | France                 | + 29 min 55 s          |
| modifier               |                        |                        |                        |

### UCI World Tour
Ce Critérium du Dauphiné 2011 attribue des points pour l'UCI World Tour 2011, seulement aux coureurs des équipes ayant un label ProTeam.
| Position           | 1er | 2e | 3e | 4e | 5e | 6e | 7e | 8e | 9e | 10e |
| Classement général | 100 | 80 | 70 | 60 | 50 | 40 | 30 | 20 | 10 | 4   |
| Par étape          | 6   | 4  | 2  | 1  | 1  |    |    |    |    |     |

| #  | Coureur                | Équipe              | Points |
| -- | ---------------------- | ------------------- | ------ |
| 1  | Bradley Wiggins        | Sky                 | 106    |
| 2  | Cadel Evans            | BMC Racing          | 82     |
| 3  | Alexandre Vinokourov   | Astana              | 78     |
| 4  | Jurgen Van den Broeck  | Omega Pharma-Lotto  | 69     |
| 5  | Joaquim Rodríguez      | Katusha             | 68     |
| 6  | Jean-Christophe Péraud | AG2R La Mondiale    | 30     |
| 7  | Kanstantsin Siutsou    | High Road           | 20     |
| 8  | John Degenkolb         | HTC-Highroad        | 13     |
| 9  | Janez Brajkovič        | RadioShack          | 11     |
| 10 | Lars Boom              | Rabobank            | 6      |
| 10 | Tony Martin            | HTC-Highroad        | 6      |
| 10 | Edvald Boasson Hagen   | Sky                 | 6      |
| 10 | Robert Gesink          | Rabobank            | 6      |
| 14 | Chris Anker Sørensen   | Saxo Bank-Sungard   | 4      |
| 15 | Sébastien Hinault      | AG2R La Mondiale    | 2      |
| 15 | Juan José Haedo        | Saxo Bank-Sungard   | 2      |
| 17 | Blel Kadri             | AG2R La Mondiale    | 1      |
| 17 | Nicolas Roche          | AG2R La Mondiale    | 1      |
| 17 | Paul Martens           | Rabobank            | 1      |
| 17 | David Zabriskie        | Team Garmin-Cervélo | 1      |
| 17 | Tomas Vaitkus          | Astana              | 1      |

## Évolution des classements
| Étape              | Vainqueur             | Classement général   | Classement par points | Classement de la montagne | Classement du meilleur jeune | Classement par équipes |
| ------------------ | --------------------- | -------------------- | --------------------- | ------------------------- | ---------------------------- | ---------------------- |
| P                  | Lars Boom             | Lars Boom            | Lars Boom             | Sébastien Hinault         | John Degenkolb               | Rabobank               |
| 1                  | Jurgen Van den Broeck | Alexandre Vinokourov | Alexandre Vinokourov  | Jurgen Van den Broeck     | Edvald Boasson Hagen         | Sky                    |
| 2                  | John Degenkolb        | Alexandre Vinokourov | Joaquim Rodríguez     | Jurgen Van den Broeck     | Rob Ruijgh                   | Sky                    |
| 3                  | Tony Martin           | Bradley Wiggins      | Bradley Wiggins       | Jurgen Van den Broeck     | Rui Costa                    | Sky                    |
| 4                  | John Degenkolb        | Bradley Wiggins      | John Degenkolb        | Leonardo Duque            | Rui Costa                    | Sky                    |
| 5                  | Christophe Kern       | Bradley Wiggins      | John Degenkolb        | Leonardo Duque            | Rui Costa                    | AG2R La Mondiale       |
| 6                  | Joaquim Rodríguez     | Bradley Wiggins      | Joaquim Rodríguez     | Leonardo Duque            | Jérôme Coppel                | AG2R La Mondiale       |
| 7                  | Joaquim Rodríguez     | Bradley Wiggins      | Joaquim Rodríguez     | Joaquim Rodríguez         | Jérôme Coppel                | Europcar               |
| Classements finals | Classements finals    | Bradley Wiggins      | Joaquim Rodríguez     | Joaquim Rodríguez         | Jérôme Coppel                | Europcar               |